# 有川鷹一
有川 鷹一（ありかわ たかいち、1873年（明治6年）4月21日 - 1955年（昭和30年）1月31日）は、日本の陸軍軍人。最終階級は陸軍中将。

## 経歴
山口県出身。旧長府藩士・有川常友の長男として生れる。山口高等中学校中退を経て、1895年（明治28年）2月、陸軍士官学校（6期）を卒業。同年5月、工兵少尉に任官し工兵第5大隊付となる。1898年（明治31年）12月、陸軍砲工学校高等科（6期）を優等で卒業し陸軍築城部本部付となる。
1899年（明治32年）8月、ドイツ駐在となり、砲工学校教官を経て、1904年（明治37年）6月、第8師団兵站電信部長に就任して、同年10月から1906年（明治39年）1月まで日露戦争に出征し、この間、第3軍司令部付（兵站電信部長）を務めた。1906年1月、陸大教官に就任し、臨時軍用気球研究会委員を兼務し、1910年（明治43年）11月、工兵中佐に進級。
1914年（大正3年）5月、陸軍気球隊長となり、同年8月、臨時航空隊長に転じ、同年12月まで青島の戦いに出征し、陸軍初の航空部隊の実戦を指揮した。1915年（大正4年）5月、工兵大佐に昇進。同年12月、航空大隊長に就任。1916年（大正5年）5月、交通兵団司令部付となり、1919年（大正8年）4月、陸軍少将に進級し陸軍航空学校長に就任した。1923年（大正12年）8月、陸軍中将に進級と同時に待命となり、同年9月予備役に編入された。
1940年（昭和15年）4月に退役し、その後、東洋鋼鈑常務、中島飛行機副社長を務めた。
1947年（昭和22年）11月28日、公職追放仮指定を受けた。

## 栄典
位階
- 1895年（明治28年）11月15日 - 正八位[6]
- 1897年（明治30年）12月15日 - 従七位[7]
- 1901年（明治34年）2月28日 - 正七位[8]
- 1905年（明治38年）4月7日 - 従六位[9]

勲章等
- 1895年（明治28年）2月1日 - 望遠鏡一個[10]
- 1920年（大正9年）11月1日 - 勲二等瑞宝章・大正三年乃至九年戦役従軍記章[11]

## 親族
- 妻 有川タツ子（尾崎宗達の娘）[1]